# XXXVIII Media Maratón Ciudad de Elche
La XXXVIII Media Maratón Ciudad de Elche tuvo lugar el 11 de abril de 2010. Fue organizada por el Club Atletismo Decatlón y participaron cerca de 2300 personas. El corredor marroquí Otmanen Bataimi acabó ganador en la carrera masculina con un tiempo de 1 hora, 5 minutos y 51 segundos, mientras que la ganadora en la carrera femenina fue la española María José Pueyo Bergua con 1 hora, 13 minutos.

## Palmarés

### Hombres
| Puesto | Atleta                       | País      | Tiempo (h:m:s) |
| ------ | ---------------------------- | --------- | -------------- |
|        | Otmanen Bataimi              | Marruecos | 1:05:31        |
|        | Abdelaziz Dahaoui            | Marruecos | 1:07:01        |
|        | Andrés Micó Martínez         | España    | 1:07:35        |
| 4      | Severino Felipe Gómez        | España    | 1:08:49        |
| 5      | Mohamed Belali               | Marruecos | 1:09:47        |
| 6      | Mounir Horma                 | Marruecos | 1:09:59        |
| 7      | Javier Monserrate Monserrate | España    | 1:10:08        |
| 8      | El Hassan Tihaui             | Marruecos | 1:11:18        |
| 9      | Javier Ballester Murcia      | España    | 1:11:47        |
| 10     | Oliver Kibichii Kibyego      |           | 1:12:42        |

### Mujeres
| Puesto | Atleta                     | País      | Tiempo (h:m:s) |
| ------ | -------------------------- | --------- | -------------- |
|        | María José Pueyo Bergua    | España    | 1:13:00        |
|        | Wafiya Benali              | Marruecos | 1:17:22        |
|        | Mary Jepchumba             | Kenia     | 1:19:15        |
| 4      | María Teresa Maciá Blasco  | España    | 1:23:27        |
| 5      | Carmen Sala Ferrer         | España    | 1:25:20        |
| 6      | Sandra Hervás Martín       | España    | 1:26:17        |
| 7      | Encarnación Abellán Játiva | España    | 1:28:23        |
| 8      | Marlen Esteve Larduet      | España    | 1:29:30        |
| 9      | Laura Alabau Martí         | España    | 1:34:06        |
| 10     | Elena Ferrer Rostoll       | España    | 1:34:14        |